# Comandos britànics

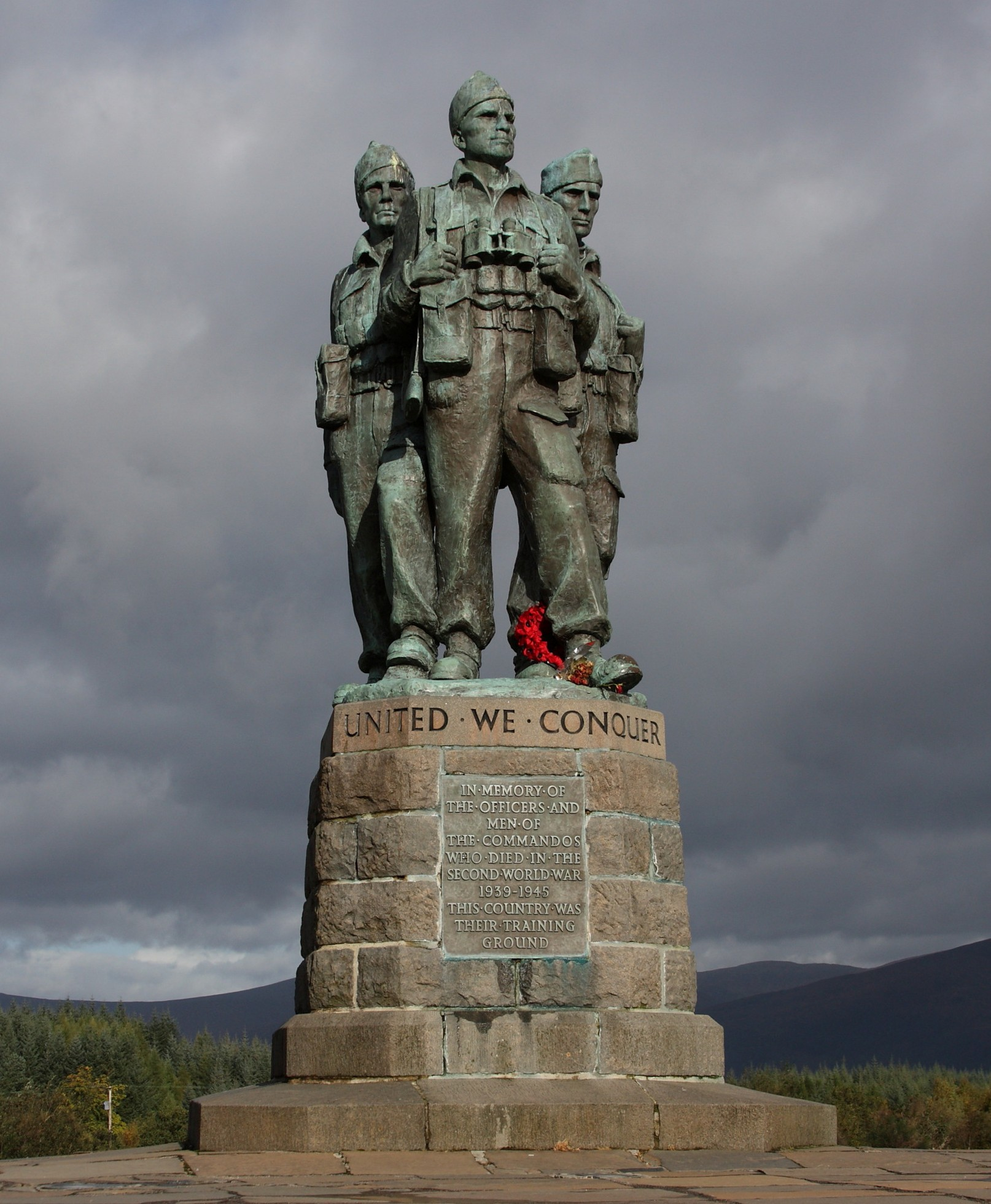
El Memorial dels Comandos, als Highlands escocesos

Els Comandos, també coneguts com a Comandos Britànics, es van formar durant la Segona Guerra Mundial el juny de 1940, arran d'una petició de Winston Churchill, de forces especials que poguessin dur a terme incursions contra l'Europa ocupada pels alemanys. Inicialment formats dins de l'exèrcit britànic a partir de soldats que es van presentar voluntaris per a la Brigada de Serveis Especials, les files dels Comandos finalment es van omplir amb membres de totes les branques de les Forces Armades Britàniques i diversos voluntaris estrangers de països ocupats pels alemanys. Al final de la guerra, 25.000 homes havien passat pel curs de Comandos a Achnacarry. Aquest total inclou no només els voluntaris britànics, sinó també voluntaris de Grècia, França, Bèlgica, Països Baixos, Canadà, Noruega i Polònia. Els Rangers de l'Exèrcit dels Estats Units i els Raiders del Cos de Marines dels Estats Units, els Fuzileiros portuguesos i el Cos de Marines portuguès es van inspirar en els Comandos.
Arribant a una força en temps de guerra de més de 30 unitats i quatre brigades d'assalt, els Comandos van servir en tots els teatres de guerra des del Cercle Polar Àrtic fins a Europa i des del Mediterrani i l'Orient Mitjà fins al sud-est asiàtic. Les seves operacions anaven des de petits grups d'homes que aterraven des del mar o en paracaigudes, fins a una brigada de tropes d'assalt que encapçalaven les invasions aliades d'Europa i Àsia.
Després de la guerra, la majoria d'unitats de comando es van dissoldre, deixant només la 3a Brigada de Comando dels Royal Marines, que ara es coneix com la UK Commando Force. Els moderns Comandos dels Royal Marines, el Regiment de Paracaigudistes, el Servei Aeri Especial, els comandos de l'exèrcit britànic i el Servei de Vaixells Especials tenen els seus orígens en els comandos. El llegat dels comandos de la Segona Guerra Mundial també s'estén a l'Europa continental i als Estats Units: els Commandos Marine francesos; el Korps Commandotroepen holandès ; el Regiment d'Operacions Especials belga; la 1a Brigada Raider-Paracaigudistes grega ; els Rangers i els Boines Verdes de l'Exèrcit dels Estats Units van ser influenciats pels comandos de temps de guerra.

## Formació
Els Comandos britànics van ser una formació de les Forces Armades Britàniques organitzada per a un servei especial el juny de 1940. Després dels esdeveniments que van conduir a l'evacuació de la Força Expedicionària Britànica (BEF) de Dunkerque, la desastrosa batalla de França, Winston Churchill, el primer ministre britànic, va demanar que es reunís i s'equipés una força per infligir baixes als alemanys i reforçar la moral britànica. Churchill va dir als caps d'estat major conjunts que proposessin mesures per a una ofensiva contra l'Europa ocupada pels alemanys. Va declarar en una acta al general Hastings Ismay el 6 de juny de 1940: "Les empreses han d'estar preparades, amb tropes especialment entrenades de la classe caçadora, que puguin desenvolupar un regnat de terror per aquestes costes, en primer lloc sobre la política del "carnisser i el forrellat"..." El cap de l'Estat Major Imperial en aquell moment era el general John Dill i el seu assistent militar era el tinent coronel Dudley Clarke. Clarke va discutir l'assumpte amb Dill a l'Oficina de Guerra i va preparar un document per a ell que proposava la formació d'una nova força basada en les tàctiques dels comandos bòers, "colpejar amb força i rapidesa, i després córrer a lluitar un altre dia"; a partir de llavors es van convertir en "Els Comandos".  Dill, conscient de les intencions de Churchill, va aprovar la proposta de Clarke. La primera incursió de comandos, l'operació Collar, es va dur a terme la nit del 24 al 25 de juny de 1940.

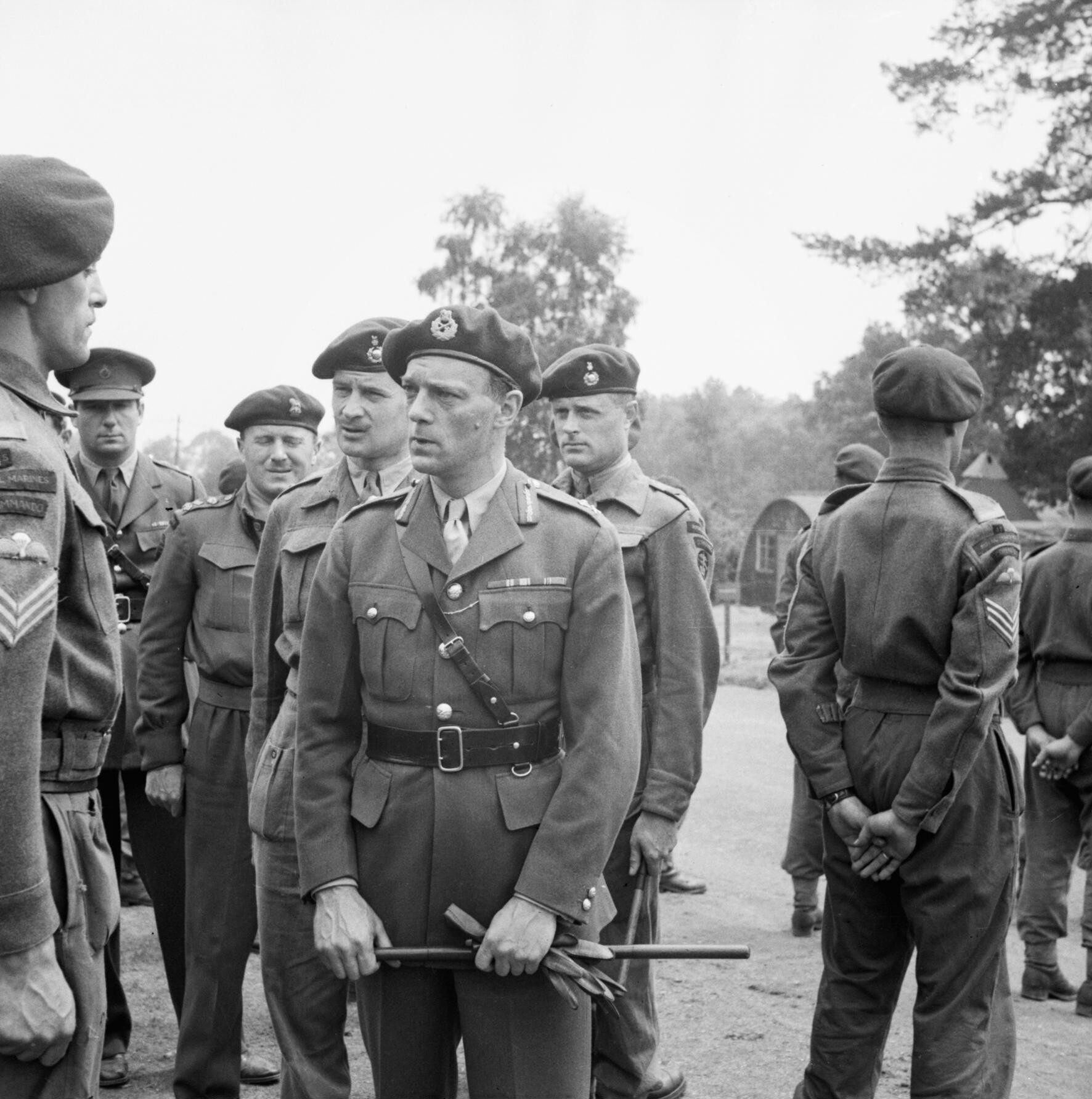
El major general de divisió Robert Laycock, inspeccionant els comandos dels Royal Marines poc abans del desembarcament de Normandia, 1944.

La sol·licitud de voluntaris per a serveis especials es va restringir inicialment als soldats de l'exèrcit que servien dins de certes formacions que encara eren a Gran Bretanya, i als homes de les Companyies Independents divisionals dissoltes, originalment reclutades a partir de divisions de l'Exèrcit Territorial (TA) que havien servit a la Campanya de Noruega. 
A la tardor de 1940, més de 2.000 homes s'havien ofert voluntaris i, el novembre de 1940, aquestes noves unitats es van organitzar en una Brigada de Serveis Especials que constava de quatre batallons sota el comandament del brigadier  Joseph Charles Haydon. La Brigada de Serveis Especials es va ampliar ràpidament a 12 unitats que van passar a ser conegudes com a Comandos.  Cada Comando tenia un tinent coronel com a oficial al comandament i comptava amb uns 450 homes (dividits en tropes de 75 homes que es dividien al seu torn en seccions de 15 homes). Tècnicament, aquests homes només estaven en comissió de servei als Comandos; conservaven les seves pròpies insígnies de gorra del regiment i romanien a la llista del regiment per la paga. La força del Comando va quedar sota el control operatiu del Quarter General d'Operacions Combinades. L'home seleccionat inicialment com a comandant de les Operacions Combinades va ser l'almirall Roger Keyes, un veterà de la campanya de Gal·lípoli i del Raid de Zeebrugge a la Primera Guerra Mundial. Keyes va dimitir l'octubre de 1941 i va ser substituït pel vicealmirall Lord Louis Mountbatten. El major general Robert Laycock va ser l'últim comandant d'Operacions Combinades; va prendre el relleu de Mountbatten l'octubre de 1943.

## Organització

### Unitats de comando

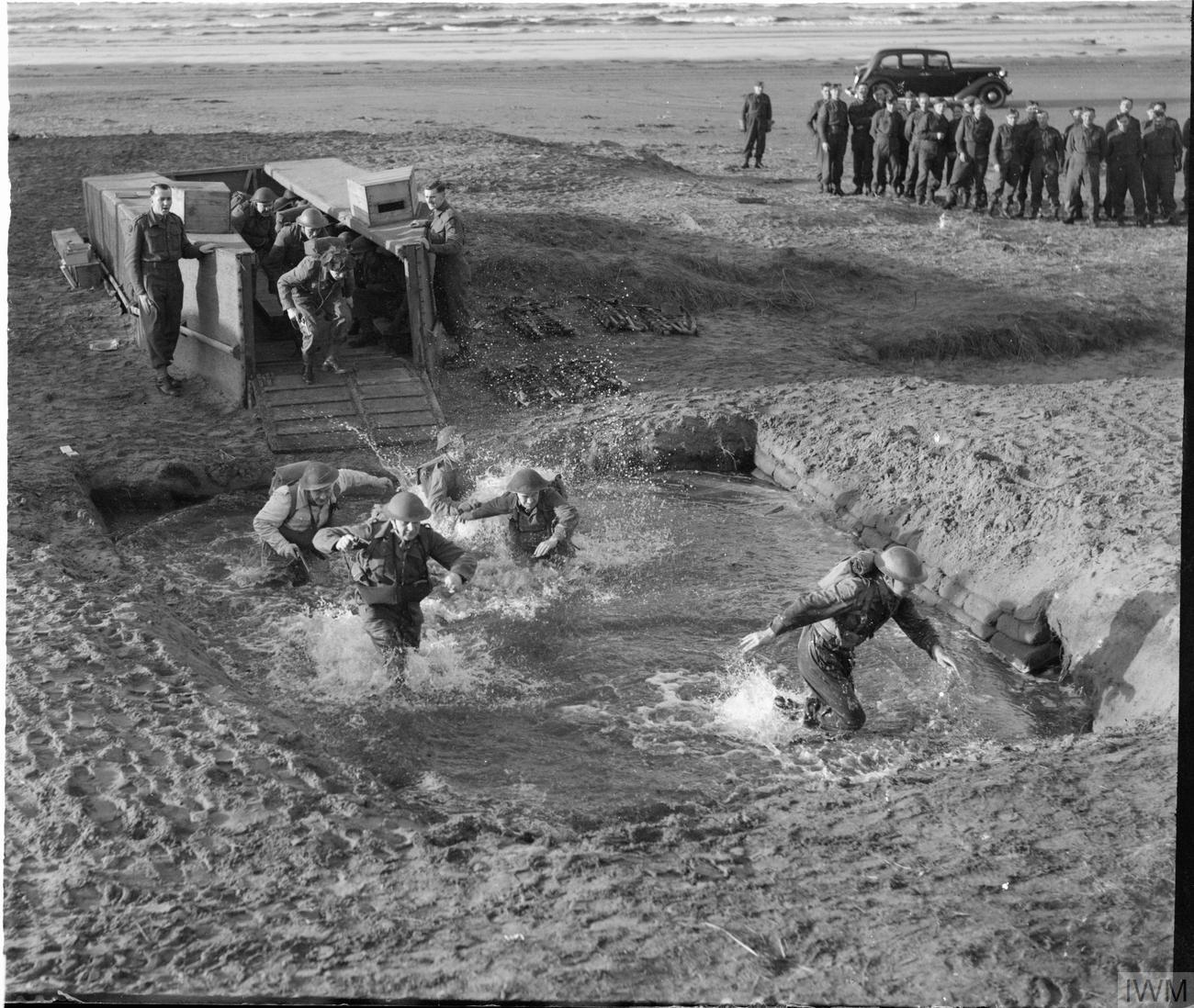
Els comandos simulen un desembarcament amfibi desembarcant d'una llanxa de desembarcament fictícia en un pou poc profund ple d'aigua.

Les unitats de Comando formades al Regne Unit van ser: núm. 1, núm. 2, núm. 3, núm. 4, núm. 5, núm. 6, núm. 7, núm. 8 (Guàrdies), núm. 9, núm. 10 (Interaliat), núm. 11 (Escocès), núm. 12, núm. 14 (Àrtic), núm. 30 i el Comando núm. 62. Al mateix temps, es van formar quatre unitats de Comando a l'Orient Mitjà: el núm. 50, el núm. 51, el núm. 52 i el Comando de l'Orient Mitjà. El Comando núm. 10 (Interaliat) es va formar amb voluntaris dels territoris ocupats i estrangers enemics. Va ser la unitat de comando més gran formada i contenia tropes de França , Bèlgica , Polònia , Noruega , els Països Baixos i la tropa número 3 (X). La tropa número 3 (X) estava formada per estrangers enemics; també era coneguda com la tropa anglesa, jueva o britànica i va ser oficialment rebatejada com a Tropa Miscel·lània el 1944. La majoria de la tropa tenia antecedents alemanys, austríacs o de l'Europa de l'Est, mentre que d'altres eren refugiats polítics o religiosos de l'Alemanya nazi.
Alguns comandos van ser designats per a diferents tasques des del principi. El Comando Número 2 sempre va tenir la intenció de ser una unitat de paracaigudistes. El juny de 1940 van començar l'entrenament en paracaigudisme i van ser redesignats com a 11è Batalló del Servei Aeri Especial (SAS), que finalment es va convertir en el 1r Batalló de Paracaigudistes . Després de la seva redesignació, es va formar un nou Comando Número 2. Altres comandos es van agrupar en una formació més gran coneguda com a Layforce i es van enviar a l'Orient Mitjà. El Servei Aeri Especial i l'Esquadró de Vaixells Especials es van formar a partir dels supervivents de Layforce. Els homes del Comando Número 14 (Àrtic) van ser especialment entrenats per a operacions al Cercle Polar Àrtic i es van especialitzar en l'ús de petites embarcacions i canoes per atacar vaixells. La unitat de servei conjunta Comando Número 30 es va formar per a la recopilació d'intel·ligència. Els seus membres van ser entrenats en el reconeixement de documents enemics, tècniques de cerca, desxiframent de caixes segures, maneig de presoners, fotografia i tècniques d'escapament.
El Comando Núm. 62 o la Força d'Incursió a Petita Escala era una petita unitat de 55 homes sota el control operatiu de l'Executiu d'Operacions Especials (SOE). Duien a terme incursions planificades pel SOE, com ara l'operació Postmaster a l'illa espanyola de Fernando Po, davant la costa de l'Àfrica Occidental.
El febrer de 1941, els comandos es van reorganitzar d'acord amb un nou establiment bèl·lic. Cada unitat de comando ara constava d'un Quarter General i sis tropes (en lloc de les 10 anteriors). Cada tropa estaria formada per tres oficials i 62 altres rangs; aquest nombre es va establir perquè cada tropa encaixés en dues llanxes de desembarcament d'assalt. La nova formació també significava que es podien transportar dues unitats de comando completes al vaixell de desembarcament tipus "Glen" i una unitat al vaixell de desembarcament tipus "holandès". El transport motoritzat proporcionat a cada comando consistia en un cotxe per a l'oficial al comandament, 12 motocicletes (sis amb sidecars), dos camions de 15 quintals (cwt) i un camió de 3 tones. Aquests vehicles només es proporcionaven per a l'administració i la formació i no estaven destinats a acompanyar els homes en operacions.

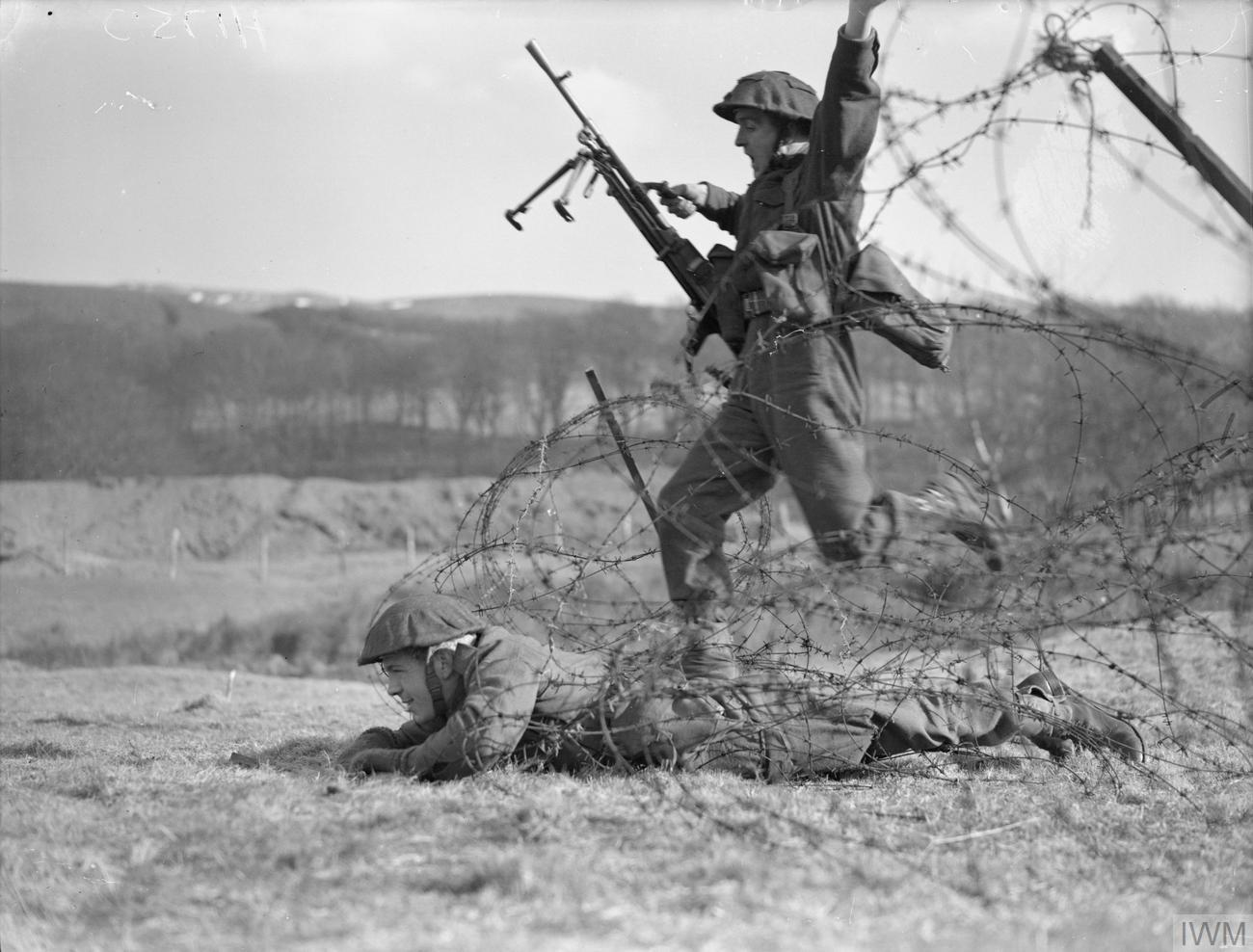
Comandos demostren una tècnica per creuar filferro espinós durant un entrenament a Escòcia, el 28 de febrer de 1942.

El febrer de 1942, els Royal Marines van rebre l'encàrrec d'organitzar les seves pròpies unitats de comando. En total, els Royal Marines van formar nou unitats de comando: núm. 40, núm. 41, núm. 42, núm . 43, núm. 44, núm. 45, núm. 46, núm. 47 i l'última, la núm. 48, que no es va formar fins al 1944. El 1943 es van formar dues unitats de comando més. La primera van ser els Royal Naval Commandos, que es van establir per dur a terme tasques relacionades amb l'establiment, el manteniment i el control de caps de platja durant operacions amfíbies. L'altra van ser els Royal Air Force Commandos, que acompanyarien una força d'invasió per fer que els aeròdroms enemics fossin útils o per fer operatives noves pistes d'aterratge i contribuir a la seva defensa.

### Reorganització de 1943

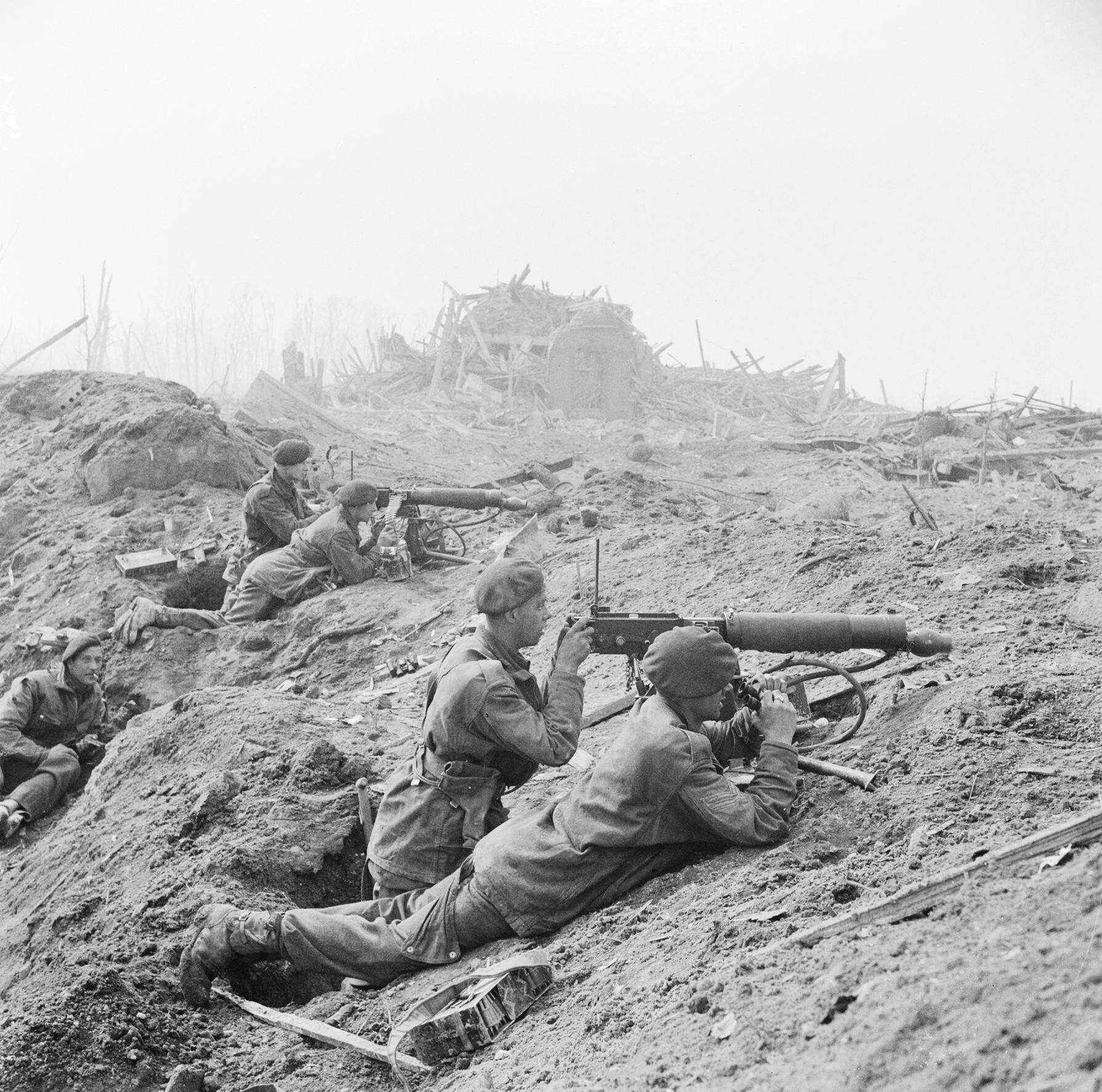
Dues metralladores Vickers d'una tropa d'armes pesades als afores de Wesel, 1945

El 1943, es va canviar la formació de la unitat de Comando. Cada Comando ara constava d'un petit grup de quarter general, cinc tropes de combat, una tropa d'armes pesades i una secció de senyals. Les tropes de combat constaven de 65 homes de tots els rangs dividits en dues seccions de 30 homes que se subdividien en tres subseccions de 10 homes. La tropa d'armes pesades estava formada per equips de morter de 3 polzades i metralladores Vickers. Els Comandos van rebre el transport motoritzat necessari per acompanyar-los en les operacions. El seu transport ara consistia en el cotxe de l'oficial al comandament, 15 motocicletes (sis amb carros laterals), deu camions de 15 cwt i tres camions de 3 tones. La tropa d'armes pesades tenia set Jeeps i remolcs i un Jeep per a cadascuna de les tropes de combat i el quarter general. Això els donava prou vehicles propis per allotjar dues tropes de combat, la tropa d'armes pesades i el Quarter General del Comando.
En aquell moment, els comandos van començar a allunyar-se de les operacions d'atac a petita escala. Es van formar en quatre brigades per encapçalar les futures operacions de desembarcament aliades. L'anterior Quarter General de la Brigada de Serveis Especials va ser substituït pel Grup de Serveis Especials del Quarter General sota el comandament del Major-General Robert Sturges. De les 20 unitats de comando restants, 17 es van utilitzar en la formació de les quatre brigades de Serveis Especials. Els tres comandos restants (núms. 12, 14 i 62) van quedar fora de l'estructura de la brigada per concentrar-se en atacs a petita escala. L'augment del ritme de les operacions, juntament amb l'escassetat de voluntaris i la necessitat de proporcionar reemplaçaments per a les baixes, va obligar a la seva dissolució a finals de 1943. El paper d'atac a petita escala va ser llavors assignat a les dues tropes franceses del Comando Núm. 10 (Interaliat).
A partir de 1944 es va formar el Quarter General del Comando de Control Operatiu. Era responsable de dues subunitats: les Ales de Comando de Control de l'Exèrcit i dels Marines Reials. Ambdues unitats tenien un establiment de cinc tropes i una tropa d'armes pesades de comandos completament entrenats. Els homes d'aquestes tropes havien de proporcionar reemplaçaments individuals o complets de les unitats de Comando al camp. El desembre de 1944, les quatre brigades del Servei Especial van ser redissenyades com a brigades de Comando.

## Formació
Quan es van formar originalment les unitats de Comando el 1940, l'entrenament era responsabilitat dels oficials al comandament de la unitat. L'entrenament es va veure obstaculitzat per l'escassetat general d'equipament a tot l'exèrcit britànic en aquell moment, ja que la majoria d'armes i equipament s'havien abandonat a Dunkerque. El desembre de 1940 es va formar un dipòsit de Comandos de l'Orient Mitjà amb la responsabilitat d'entrenar i subministrar reforços a les unitats de Comando en aquell teatre. El febrer de 1942, el brigadier Charles Haydon va establir el dipòsit d'entrenament de Comandos a Achnacarry, a les Terres Altes d'Escòcia, sota el comandament del tinent coronel Charles Vaughan. El dipòsit de Comandos era responsable d'entrenar unitats completes i reemplaçaments individuals. El règim d'entrenament va ser per a l'època innovador i físicament exigent, i molt per davant de l'entrenament normal de l'exèrcit britànic. Tot el personal del dipòsit va ser seleccionat a mà, amb la capacitat de superar qualsevol dels voluntaris. L'entrenament i l'avaluació van començar immediatament després d'arribar, i els voluntaris van haver de completar una marxa de 13 km amb tot el seu equipament des de l' estació de tren de Spean Bridge fins al dipòsit de comandos. Quan van arribar, van ser rebuts per Vaughan, que va emfatitzar les exigències físiques del curs i que qualsevol home que no complís els requisits seria "retornat a la unitat" (RTU).
Els exercicis es duien a terme amb munició real i explosius per fer que l'entrenament fos el més realista possible. La forma física era un requisit previ, amb curses a camp a través i combats de boxa per millorar la forma física. Es van dur a terme marxes de velocitat i resistència amunt i avall de les serralades properes i sobre curses d'assalt que incloïen una tirolina sobre el llac Arkaig, tot portant armes i equipament complet. L'entrenament va continuar de dia i de nit amb creuaments de rius, escalada de muntanya, entrenament amb armes, combat sense armes, lectura de mapes i operacions amb petites embarcacions al programa d'estudis. Les condicions de vida eren primitives al campament, amb els aprenents allotjats sota lona en tendes de campanya o en cabanes Nissen i eren responsables de cuinar els seus propis àpats. Es van aplicar els protocols militars correctes: els oficials eren saludats i els uniformes havien d'estar nets, amb els llautons i les botes brillants a la desfilada. Al final de cada curs, l'exercici final era un desembarcament nocturn simulat a la platja amb munició real.

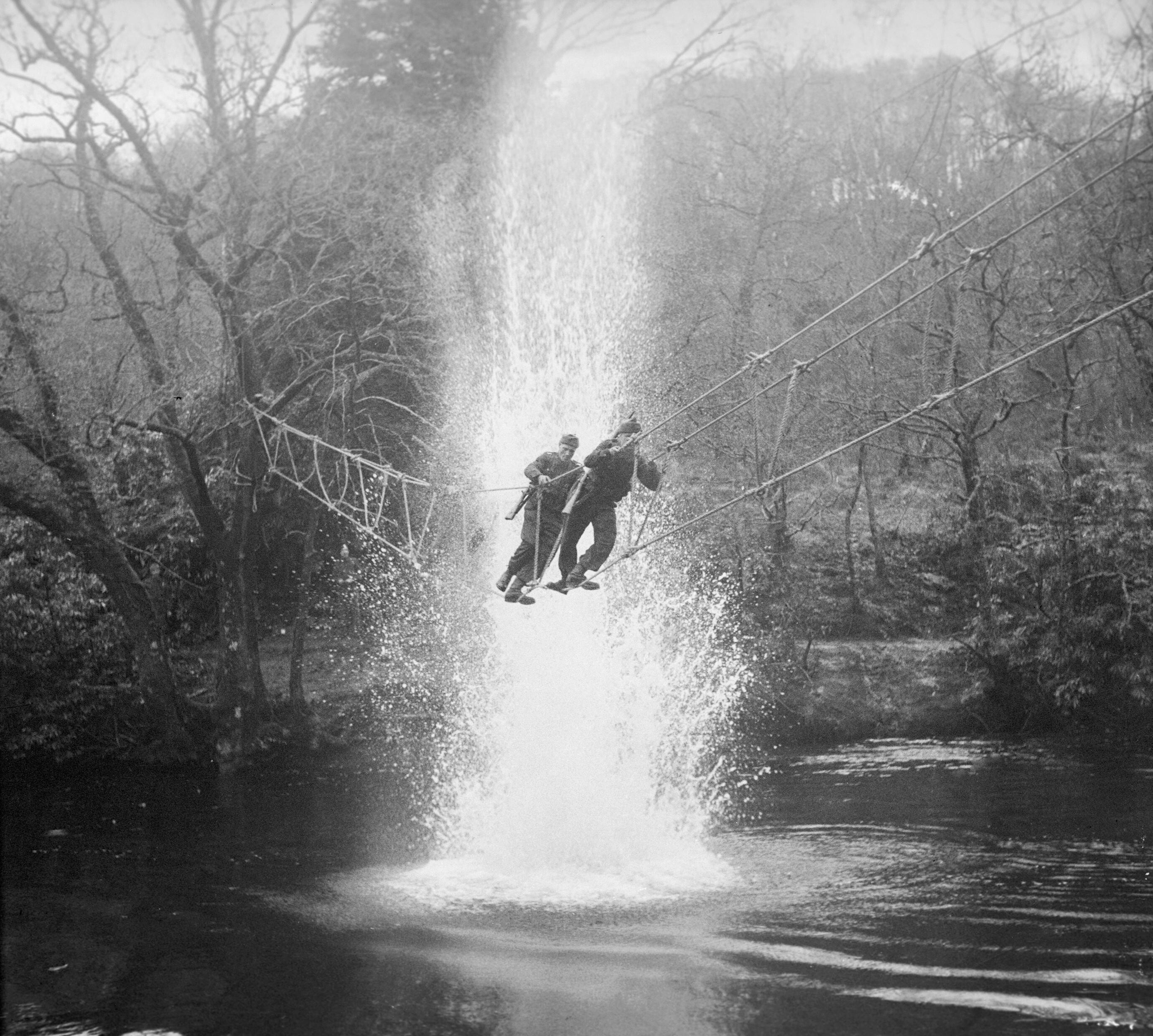
Creuant un riu per un pont de corda amb palanca sota foc d'artilleria simulat

Un altre dipòsit de Comando més petit, conegut com el camp d'entrenament de Guerra de Muntanya i Neu de Comando, es va establir a Braemar. Aquest campament estava dirigit per dos famosos alpinistes : el comandant del dipòsit, el cap d'esquadró Frank Smythe, i l'instructor en cap, el major John Hunt. El dipòsit proporcionava entrenament per a operacions en condicions àrtiques, amb instrucció en escalada de muntanyes cobertes de neu, escalada de penya-segats i maneig de petites embarcacions i canoes. Es va dur a terme entrenament sobre com viure, lluitar i moure's a peu o amb esquís en condicions de neu.
Un canvi important en el programa d'entrenament es va produir el 1943. A partir d'aquell moment, l'entrenament es va concentrar més en el paper de la infanteria d'assalt i menys en les operacions d'atac. L'entrenament ara incloïa com demanar suport de foc d'artilleria i foc naval, i com obtenir suport aeri tàctic de les forces aèries aliades. Es va posar més èmfasi en l'entrenament conjunt, amb dues o més unitats de Comando treballant juntes en brigades.Al final de la guerra, 25.000 homes havien passat pel curs de Comando a Achnacarry. Aquest total incloïa no només els voluntaris britànics, sinó també voluntaris de Bèlgica, França, Països Baixos, Noruega, Polònia i els Rangers de l'Exèrcit dels Estats Units, que es van inspirar en els Comandos.

### Armes i equipament

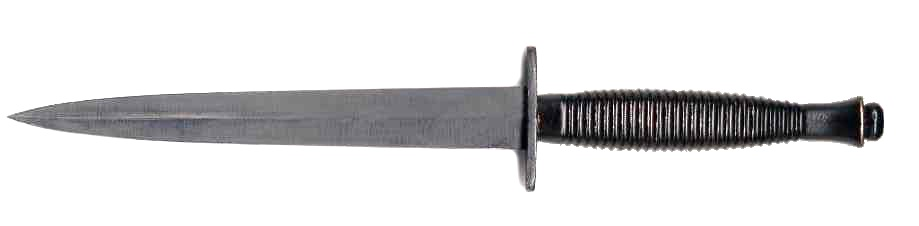
Ganivet de combat Fairbairn-Sykes

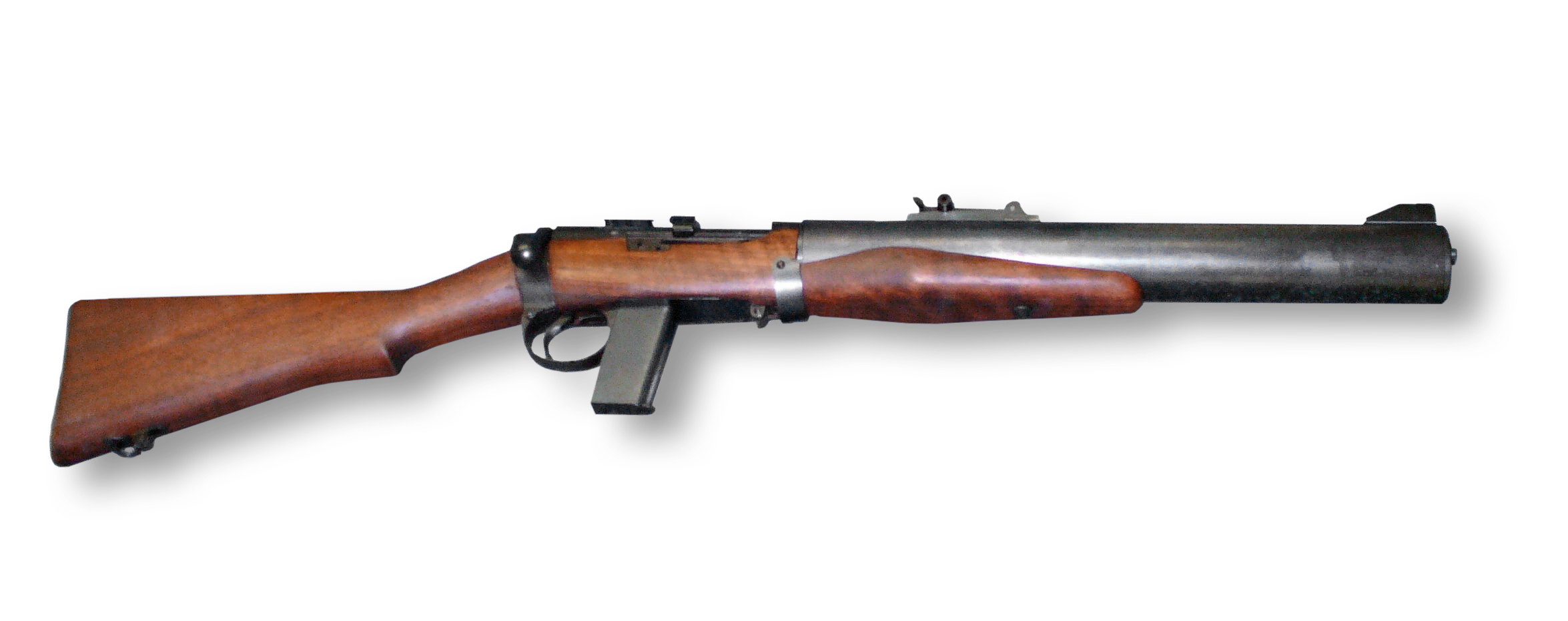
Carabina De Lisle

Com a força d'assalt, els comandos no van rebre les armes pesades d'un batalló d'infanteria normal. Les armes utilitzades eren les armes petites estàndard de l'exèrcit britànic de l'època; la majoria dels fusellers portaven el rifle Lee-Enfield i el suport de foc de la secció el proporcionava la metralladora lleugera Bren. La Thompson era la metralladora preferida, però més tard a la guerra els comandos també van utilitzar la metralladora Sten, més barata i lleugera. Les seccions de comandos estaven equipades amb un nombre més elevat de canons Bren i Thompson que una secció d'infanteria britànica normal. El revòlver Webley es va utilitzar inicialment com a arma de servei estàndard, però finalment va ser substituïda per la pistola Colt 45, que utilitzava la mateixa munició que la metralladora Thompson.
Una altra pistola va ser la Browning Hi Power amb calibre 9 mm Parabellum del fabricant canadenc John Inglis and Company. Una arma dissenyada específicament per als comandos va ser la carabina De Lisle. Basada en el rifle Lee-Enfield i equipada amb un silenciador, utilitzava el mateix cartutx .45 que la Thompson i va ser dissenyada per eliminar els sentinelles durant les incursions dels comandos. Algunes es van utilitzar i van tenir èxit en operacions, però la naturalesa del paper dels comandos havia canviat abans que es posessin en plena producció, i la comanda de la seva compra es va cancel·lar.  El ganivet de combat Fairbairn-Sykes va ser dissenyat especialment per a l'ús dels comandos en el combat cos a cos, substituint el puny/daga BC-41, tot i que es va utilitzar tota una gamma de garrots i ganivets al camp. Algunes de les armes més pesades i servides per la tripulació utilitzades incloïen el fusell antitancs Boys i el morter de 2 polzades per a suport de foc indirecte. Després de 1943, el Projector, Infantry, Antitank, conegut com a PIAT, va substituir el fusell antitanc Boys, ara obsolet. Amb la formació de les tropes d'armes pesades, els Comandos van rebre el morter de 3 polzades i la metralladora Vickers. La dotació de la metralladora Vickers mitjana a les unitats Comando les va diferenciar de les divisions d'infanteria típiques de l'exèrcit britànic, que tendien a emprar l'arma només en batallons especialitzats en metralladores.

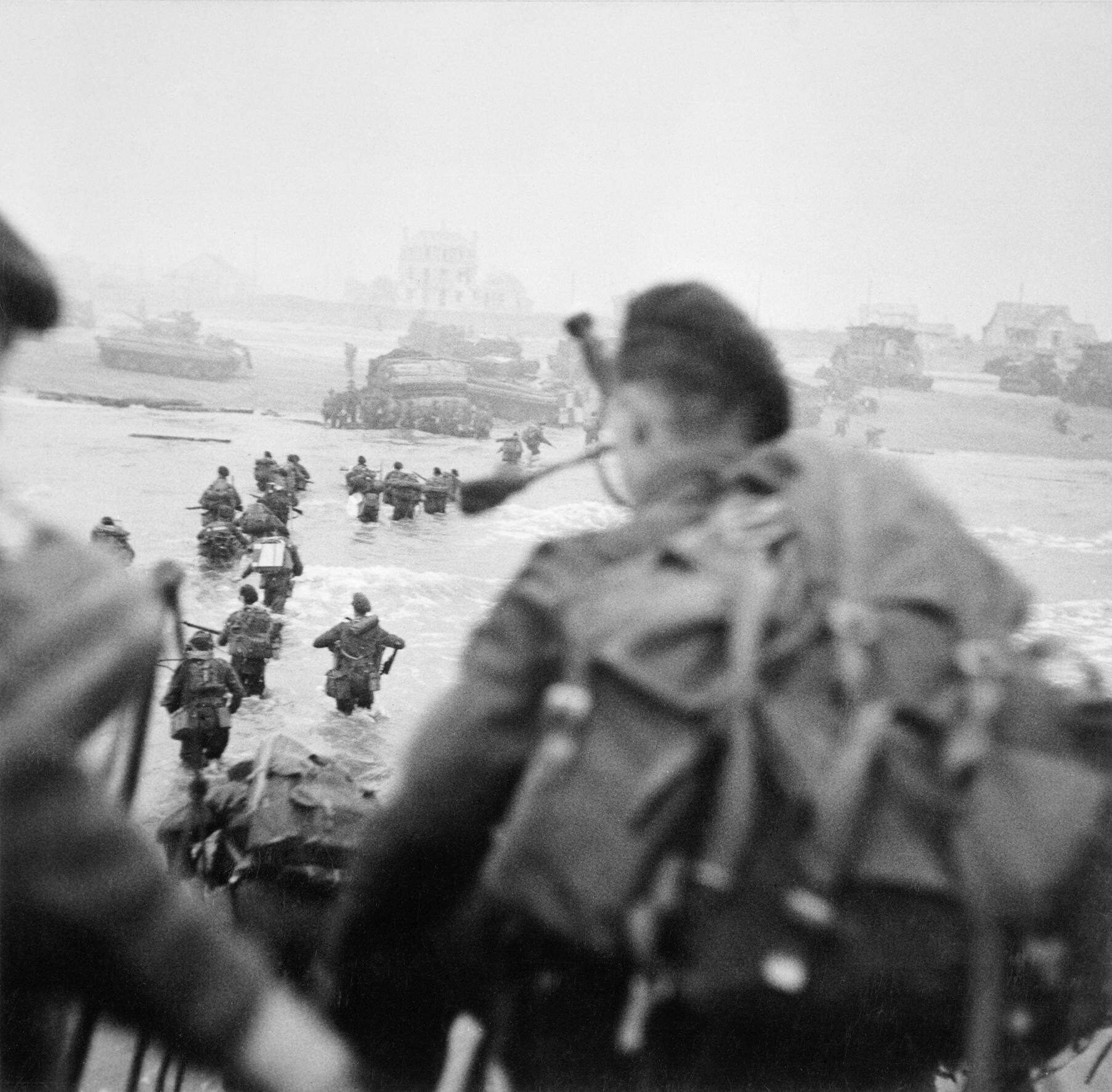
Comandos amb la boina verda i la motxilla Bergan durant el desembarcament de Normandia

Inicialment, els comandos eren indistingibles de la resta de l'exèrcit britànic i els voluntaris van conservar el seu propi tocat i insígnia regimental. El Comando núm. 2 va adoptar el tocat escocès per a tots els rangs i el Comando núm. 11 (escocès) portava el Tam O'Shanter amb un plomall negre. El tocat oficial dels comandos de l'Orient Mitjà era un barret de matoll amb la seva pròpia insígnia de gorra de puny. Aquesta insígnia es va inspirar en el seu ganivet de combat (el ganivet de trinxera Mark I), que tenia un puny com a mànec. El 1942 es va adoptar la boina verda del Comando i el flaix de reconeixement tàctic d'Operacions Combinades.

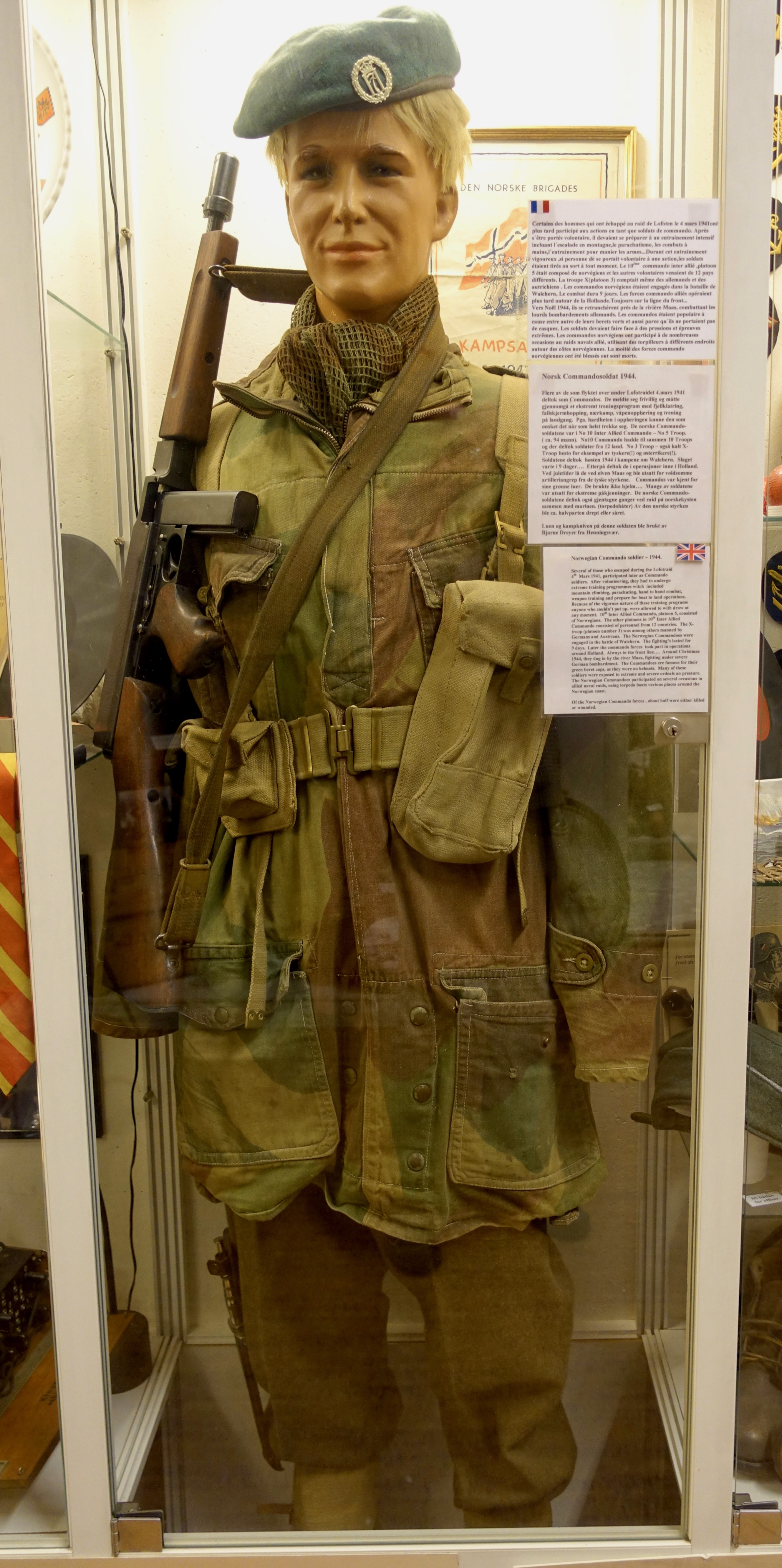
Maniquí lluint l'equipament d'un comando del Núm. 5, lluint l'uniforme de combat, la boina verda, i la metralladora Thompson

Com que els homes estaven equipats per a operacions d'assalt i només anaven lleugerament armats, no portaven equip de protecció antigas ni motxilles grans, i el casc d'acer britànic estàndard va ser substituït per una [gorra de llana]]. En lloc de botes de munició pesades, portaven sabates de gimnàstica lleugeres amb sola de goma que els permetien moure's silenciosament. Tots els rangs portaven una corda de palanca , diverses de les quals es podien unir per formar cordes més llargues per escalar penya-segats o altres obstacles. Durant les operacions amb vaixell, es portava un cinturó salvavides inflable per seguretat. Els comandos van ser la primera unitat a adoptar la motxilla Bergan per transportar càrregues pesades de municions, explosius i altres equips de demolició. Es va produir un jub de batalla per portar sobre l'uniforme de batalla i la bata Denison camuflada de les forces aerotransportades es va convertir en un element estàndard per a les forces comando més tard a la guerra.
Operacions

## Operacions
El primer atac de Comando – l' Operació Collar el 23 de juny de 1940 – no va ser dut a terme per una unitat de Comando, sinó per una de les seves predecessores: la Companyia Independent Núm. 11. La missió, dirigida pel major Ronnie Tod, va ser un reconeixement ofensiu dut a terme a la costa francesa al sud de Boulogne-sur-Mer i Le Touquet. L'operació va tenir un èxit limitat; almenys dos soldats alemanys van morir, mentre que l'única ferida britànica va ser una ferida superficial patida pel tinent coronel Dudley Clarke, que havia acompanyat els assaltants com a observador. Un segon atac, igualment insignificant, l'Operació Ambassador, es va dur a terme a l'illa ocupada pels alemanys de Guernsey la nit del 14 de juliol de 1940 per homes de la Tropa H del Comando Núm. 3 i la Companyia Independent Núm. 11. Una unitat va desembarcar a l'illa equivocada i un altre grup va desembarcar de la seva llanxa a una aigua tan profunda que els va passar per sobre dels caps. La intel·ligència havia indicat que hi havia una gran caserna alemanya a l'illa, però els Comandos només van trobar edificis buits. Quan van tornar a la platja, la mar grossa els havia obligat a sortir mar endins i es van veure obligats a nedar mar endins per ser recollits.
La mida de la força d'atac depenia de l'objectiu. L'atac més petit va ser dut a terme per dos homes del Comando Núm. 6 a l'operació JV. El més gran va ser l'operació Jubilee, de 10.500 homes . La majoria dels atacs estaven programats per durar només una nit, tot i que alguns, com l'operació Gauntlet, es van dur a terme durant diversos dies. Al nord-oest d'Europa es van dur a terme 57 atacs entre 1940 i 1944. D'aquests, 36 van ser contra objectius a França. Hi va haver 12 atacs contra Noruega, set atacs a les illes Anglonormandes i es van fer atacs individuals a Bèlgica i els Països Baixos . L'èxit dels atacs va variar; l'operació Carro, l'atac contra les instal·lacions portuàries de Saint-Nazaire, ha estat aclamat com el major atac de tots els temps, però altres, com l'operació Aquatint i l'peració Mosquetó, van resultar en la captura o la mort de tots els implicats. Les incursions més petites van acabar a mitjans de 1944 per ordre del general de divisió Robert Laycock, que va suggerir que ja no eren tan efectives i que només van provocar que els alemanys reforcessin les seves defenses a les platges, cosa que podria ser extremadament perjudicial per als plans aliats.

### Noruega

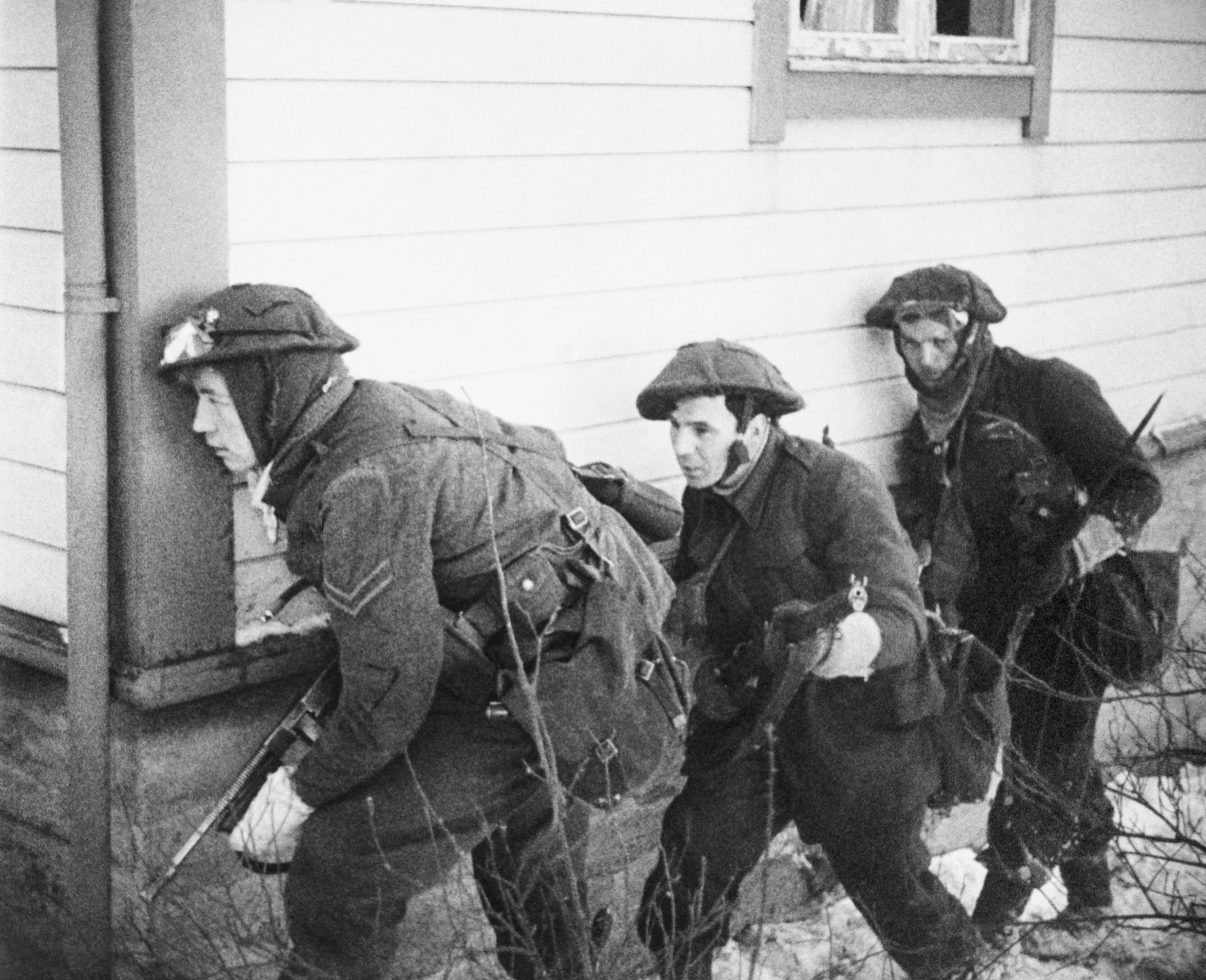
Comandos durant l'Operació Arqueria: l'home de l'esquerra està armat amb una metralladora Thompson.

La primera incursió d'un comando a Noruega, l'operació Claymore, va ser duta a terme el març de 1941 per homes dels comandos números 3 i 4. Aquesta va ser la primera incursió a gran escala del Regne Unit durant la guerra. El seu objectiu eren les indefenses illes Lofoten noruegues . Van destruir amb èxit les fàbriques d'oli de peix, els abocadors de gasolina i 11 vaixells, mentre capturaven 216 alemanys, equips d'encriptació i llibres de codis.
El desembre de 1941 hi va haver dues incursions. La primera va ser l'operació Anklet, una incursió a les illes Lofoten per part del Comando núm. 12 el 26 de desembre. La guarnició alemanya estava enmig de les seves celebracions de Nadal i va ser fàcilment superada; els comandos van tornar a embarcar al cap de dos dies. L'operació Archery va ser una incursió més gran a l'illa de Vågsøy. En aquesta incursió van participar homes dels comandos núm. 2, números 3, 4 i 6, una flotilla de la Royal Navy i suport aeri limitat. La incursió va causar danys importants a fàbriques, magatzems i la guarnició alemanya, i va enfonsar vuit vaixells. Després d'això, els alemanys van augmentar la guarnició a Noruega en 30.000 soldats addicionals, van millorar les defenses costaneres i interiors i van enviar diversos vaixells importants a la zona.

Un comando ferit rebent ajuda per dirigir-se a les llanxes de desembarcament d'assalt (LCA) durant l'Operació Archery

El setembre de 1942, homes del Comando Número 2 van participar en l'Operació Musketoon, una incursió contra la central hidroelèctrica de Glomfjord. Els comandos van ser desembarcats en submarí i van aconseguir fer explotar algunes canonades, turbines i túnels. Això va destruir efectivament la central generadora i la planta d'alumini fos tancada permanentment. Un comando va morir en l'assalt i set més van ser capturats mentre intentaven escapar. Van passar un curt període al castell de Colditz abans de ser traslladats al camp de concentració de Sachsenhausen. Poc després de la seva arribada a Sachsenhausen van ser executats. Van ser les primeres víctimes de l'Ordre secreta dels Comando, que ordenava l'execució de tots els comandos capturats. Els tres comandos restants van aconseguir arribar a Suècia i finalment van ser retornats al Comando Número 2.
El 1943, la Tropa Noruega dels Comandos Núm. 10 (Interaliat), Núm. 12 i Núm. 14 (Àrtic) va ajudar la Royal Navy a dur a terme incursions antinavals a les aigües costaneres noruegues. Els Comandos van proporcionar potència de foc addicional a les llanxes torpederes de la marina quan eren al mar i van actuar com a força de guàrdia quan estaven ancorades als fiords noruecs. L'abril de 1943, set homes del Comando Núm. 14 (Àrtic) van participar en una incursió contra vaixells alemanys prop de Haugesund amb el nom en clau operació Escac i Mat. Van aconseguir enfonsar diversos vaixells utilitzant mines de lapa, però van ser capturats i finalment portats als camps de concentració de Sachsenhausen i Bergen-Belsen, on van ser executats.
Els alemanys van respondre a les nombroses incursions dirigides contra Noruega augmentant el nombre de tropes que hi estaven estacionades. El 1944 la guarnició havia augmentat fins a 370.000 homes. En comparació, una divisió d'infanteria britànica el 1944 tenia un efectiu de 18.347 homes.

### Illes del Canal
Es van dur a terme set missions de Comando a les Illes Anglonormandes. L'operació Ambassador, centrada a Guernsey, va ser la primera i la més gran d'aquestes, amb 140 homes del Comando núm. 3 i l'11a Companyia Independent en un atac nocturn el 14 de juliol de 1940. Els atacs posteriors van ser molt més petits; només 12 homes del Comando núm. 62 van participar a l'operació Dryad el setembre de 1942, quan van capturar set presoners i van localitzar diversos llibres de codis alemanys. L'operació Branford, una missió de reconeixement que tenia com a objectiu identificar una posició de canons adequada per donar suport a futurs atacs a Alderney, va seguir només uns dies després. A l'octubre d'aquell any, 12 homes dels Comandos núm. 12 i 62 van participar a l'operació Basalt, un atac a Sark en què van morir quatre alemanys i en van fer presoner un.
Totes les altres incursions a les Illes Anglonormandes van tenir menys èxit. El gener de 1943, l'operació Huckabuck, una incursió a Herm, va ser un fracàs. Després de tres intents d'escalar els penya-segats de l'illa, els comandos finalment van arribar al cim, però no hi havia rastre de tropes d'ocupació alemanyes ni de la població de l'illa. Les següents incursions van ser les Operacions Hardtack 28 i Hardtack 7 el desembre de 1943. L'incursió Hardtack 28 a Jersey va acabar en un fracàs quan dos homes van morir i un va resultar ferit després d'entrar en un camp de mines. Les mines que explotaven van alertar la guarnició alemanya i els comandos van haver d'abandonar l'operació. A Hardtack 7, els comandos havien tornat a Sark, però van haver d'abandonar l'operació i tornar a Anglaterra quan no van poder escalar els penya-segats de l'illa.

### Mediterrània

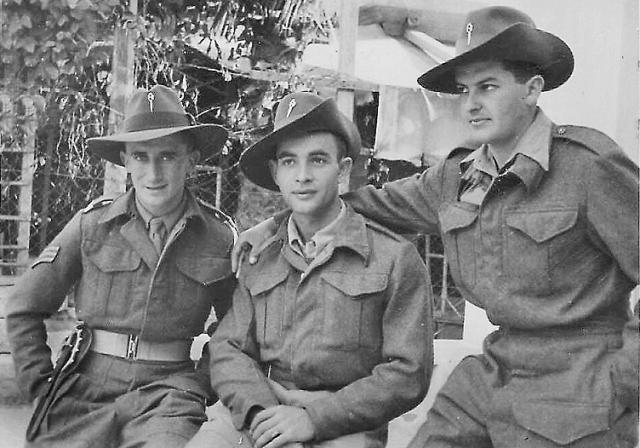
Homes del Comando núm. 51 amb barrets de matoll amb la insígnia de gorra de Comando tipus puny de puny de l'Orient Mitjà, inspirada en el ganivet de trinxera Mark I del cinturó del sergent.

Durant el 1941, els Comandos de l'Orient Mitjà i la Layforce van rebre l'encàrrec de dur a terme una campanya d'assetjament i dislocació contra les forces enemigues a la Mediterrània. Quan es va reclutar la Layforce, els britànics tenien l'ascendent al teatre d'operacions, ja que havien derrotat en gran manera els italians. Es considerava que els Comandos podrien ser emprats en la captura de l'illa de Rodes. Tanmateix, l'arribada de l'Afrika Korps a Cirenaica i la invasió de Iugoslàvia i Grècia van canviar enormement la perspectiva estratègica. Quan la Layforce va arribar a Egipte al març, la situació s'havia tornat greu. El desplegament de forces a Grècia va significar que els Comandos es van convertir en les úniques tropes en reserva general. A mesura que la situació estratègica empitjorava, es va fer cada cop més difícil emprar-los de la manera prevista, ja que van ser cridats com a reforços a la resta de l'exèrcit.
El maig de 1941, la majoria de la Layforce va ser enviada com a reforços a la batalla de Creta. Gairebé tan bon punt van desembarcar, es va decidir que no es podien utilitzar en un paper ofensiu i que, en canvi, s'utilitzarien per cobrir la ruta de retirada cap al sud. Estaven mal equipats per a aquest tipus d'operació, ja que els faltaven armes de suport de foc indirecte com morters o artilleria; estaven armats principalment amb fusells i algunes metralladores lleugeres Bren. El 31 de maig, l'evacuació estava arribant a la seva fi i els comandos, amb poca munició, racions i aigua, es van retirar cap a Esfaquia. Al final, la gran majoria dels comandos van quedar-se enrere a l'illa, convertint-se en presoners de guerra. About Uns 600 dels 800 comandos que havien estat enviats a Creta figuraven com a morts, desapareguts o ferits; només 179 comandos van aconseguir sortir de l'illa. L'abril de 1941, homes del Comando núm. 7 van participar en l'atac de Bardia, però a finals de juliol de 1941, la força de Layforce s'havia vist greument reduïda. Els reforços eren improbables ateses les circumstàncies. Les dificultats operatives que s'havien exposat durant l'atac de Bardia, combinades amb la incapacitat de l'alt comandament per abraçar plenament el concepte de Comando, havien servit en gran manera per fer que la força fos ineficaç. Es va prendre la decisió de dissoldre Layforce.

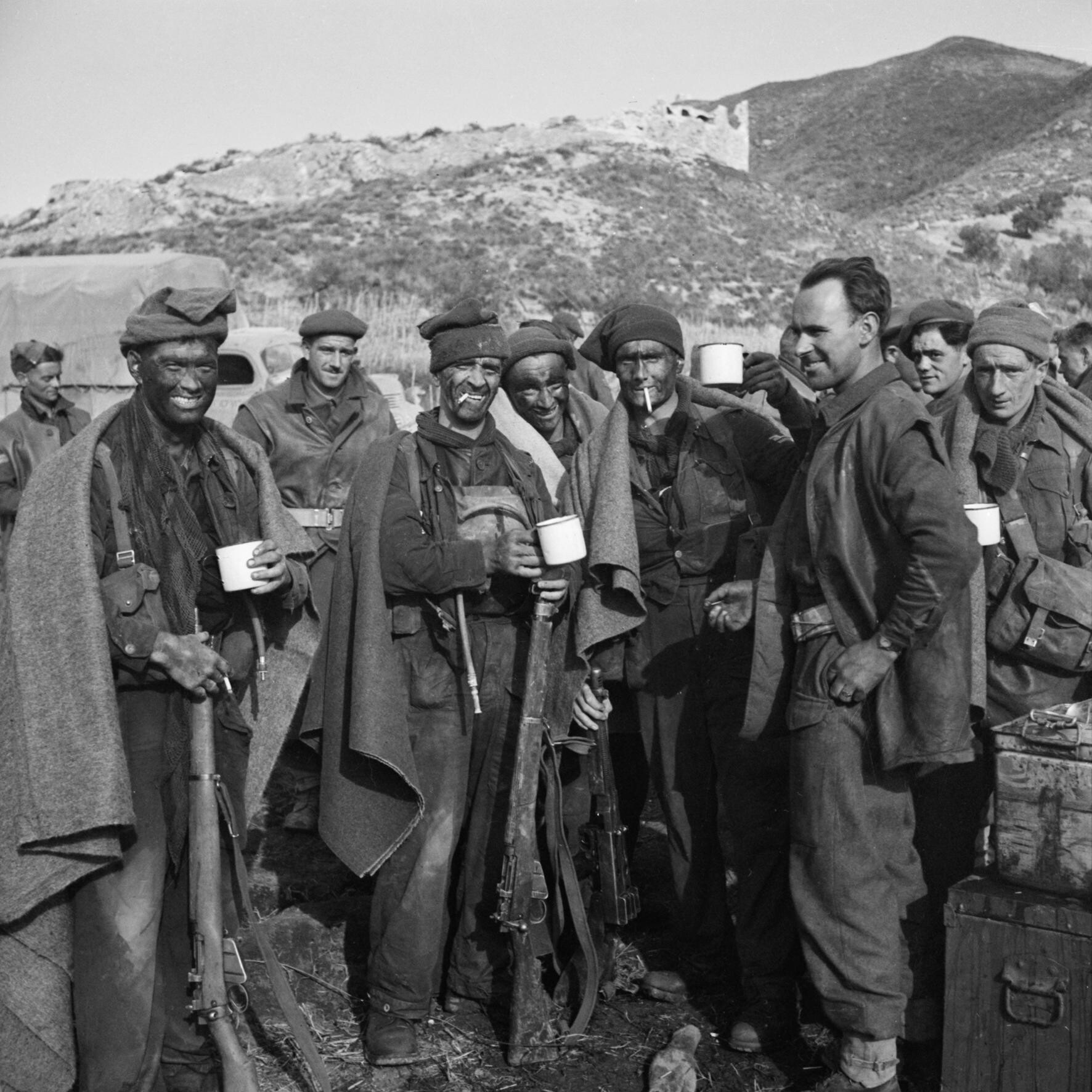
Homes del Comando Núm. 9 el matí després de l'operació Partridge prop del riu Garigliano, 30 de desembre de 1943

El novembre de 1942, els comandos número 1 i 6 van formar part de la punta de llança dels desembarcaments aliats a Algèria com a part de l'operació Torxa. Les tensions eren altes entre els britànics i els francesos de Vichy en aquell moment a causa de diversos enfrontaments com l'atac a Mers-el-Kébir. Com a resultat, es va prendre la decisió que els comandos fossin equipats amb armes i uniformes americans en un esforç per aplacar els defensors. La campanya de Tunísia va seguir els desembarcaments de Torxa. Els comandos número 1 i 6 van participar en la primera batalla de Sedjenane entre febrer i març de 1943. Ambdues unitats de comandos van romandre al teatre d'operacions fins a l'abril, quan es va prendre la decisió de retirar-les dels combats al nord d'Àfrica. En mancar del suport administratiu i els reforços de les unitats d'infanteria regulars, la força de les dues unitats havia disminuït i ja no es consideraven efectives.
El maig de 1943, una Brigada de Serveis Especials formada pels Comandos núm. 2, núm. 3, núm. 40 (RM) i núm. 41 (RM) va ser enviada al Mediterrani per participar en la invasió aliada de Sicília. Els dos Comandos dels Royal Marines van ser els primers a entrar en acció, desembarcant per davant de la força principal. A la 2a Brigada de Serveis Especials que servia a la campanya d'Itàlia es van unir el novembre de 1943 les tropes belgues i poloneses del Comando núm. 10 (Interaliat) . La tropa polonesa va capturar un poble ocupat pels alemanys pel seu compte quan el 2/6è Batalló del Regiment de la Reina no va aconseguir arribar a temps a una trobada. El 2 d'abril de 1945, tota l'ara anomenada 2a Brigada de Comandos va participar en l'operació Roast a la llacuna de Comacchio, al nord-est d'Itàlia. Aquesta va ser la primera acció important de la gran ofensiva de primavera per fer retrocedir els alemanys a través del riu Po i fora d'Itàlia. Després d'una ferotge batalla de tres dies, els comandos van aconseguir netejar la saliva que separava la llacuna de l'Adriàtic i van assegurar el flanc del 8è Exèrcit. Això va fomentar la idea que l'ofensiva principal seria al llarg de la costa i no a través de la bretxa d'Argenta. El major Anders Lassen (Servei Aeri Especial) i el caporal Thomas Peck Hunter núm. 43 (Royal Marine) del Comando van ser guardonats amb una Creu Victòria pòstuma per les seves accions durant l'Operació Roast.

### França

Lord Lovat i homes del Comando Núm. 4 després de l'atac de Dieppe.

Entre 1940 i 1944, es van dirigir 36 incursions de comando contra França, majoritàriament assumptes petits que van involucrar entre 10 i 25 homes. Algunes de les incursions més grans van involucrar una o més unitats de comando. El març de 1942, el Comando núm. 2 més experts en demolició de set unitats de comando més van participar en l'Operació Carro, també coneguda com l'Incursió de Saint-Nazaire. El destructor HMS Campbeltown, de 18 vaixells més petits, va navegar cap a Saint-Nazaire, on el Campbeltown va ser estavellat directament contra les portes del moll de Normandia. Els comandos van enfrontar-se a les forces alemanyes i van destruir les instal·lacions del moll. Vuit hores més tard, unes metxes d'acció retardada van fer detonar els explosius del Campbeltown , que van destrossar les portes del moll i van matar uns 360 alemanys i francesos. Un total de 611 soldats i mariners van participar en l'Operació Carro; 169 van morir i 200 (la majoria ferits) van ser fets presoners. Només 242 homes van tornar. Dels 241 comandos que hi van participar, 64 van morir o van desaparèixer i 109 van ser capturats. El tinent coronel Augustus Charles Newman i el sergent Thomas Durrant dels comandos, a més de tres membres de la Royal Navy, van ser guardonats amb la Creu Victòria. Vuitanta més van rebre condecoracions per la seva valentia.
El 19 d'agost de 1942 va tenir lloc un desembarcament important a la ciutat costanera francesa de Dieppe. La força principal va ser proporcionada per la 2a Divisió d'Infanteria canadenca, amb el suport dels Comandos núm. 3 i 4. La missió del Comando núm. 3 era neutralitzar una bateria costanera alemanya prop de Berneval-le-Grand que estava en posició de disparar durant el desembarcament a Dieppe. La llanxa de desembarcament que transportava el Comando núm. 3 va topar amb un comboi costaner alemany. Només un grapat de comandos, sota el comandament del segon al comandament, el major Peter Young, van desembarcar i van escalar els penya-segats envoltats de filferro espinós. Finalment, 18 comandos van arribar al perímetre de la bateria via Berneval i van atacar l'objectiu amb foc d'armes petites. Tot i que no van poder destruir els canons, van impedir que els alemanys disparessin eficaçment durant l'assalt principal assetjant els seus equips d'artilleria amb foc de franctirador. En una operació subsidiària, el Comando núm. 4 va desembarcar en força juntament amb la Tropa Francesa núm. 10 (Interaliada) i 50 Rangers de l'Exèrcit dels Estats Units i va destruir la bateria d'artilleria de Varengeville. La major part del Comando Núm. 4 va tornar a Anglaterra sans i estalvis. El capità Patrick Porteous del Comando Núm. 4 va ser guardonat amb la Creu Victòria per les seves accions durant l'assalt.

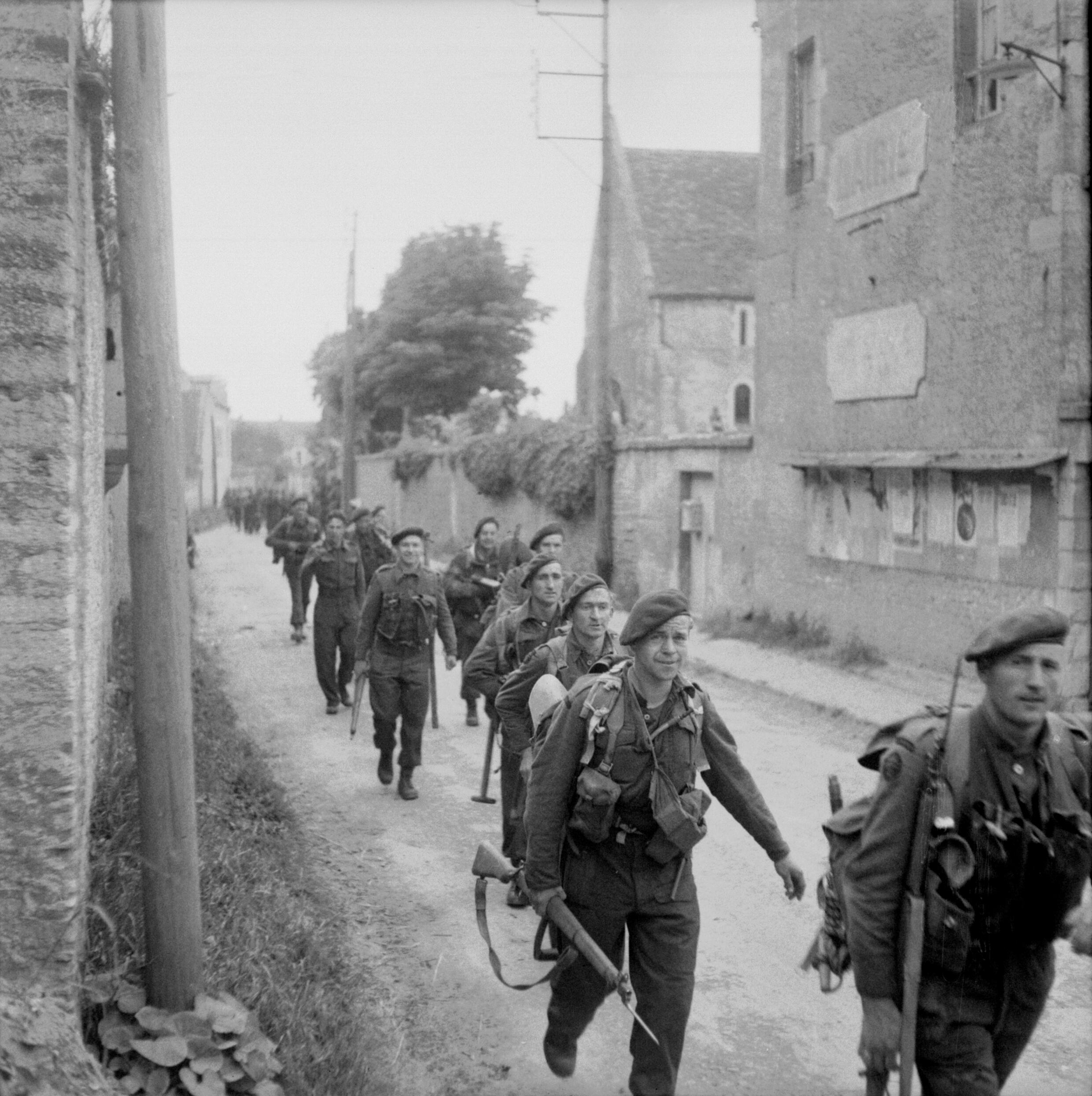
Comandos dels Royal Marines de camí per rellevar la 6a Divisió Aerotransportada al pont Pegasus, el 6 de juny de 1944

Durant el desembarcament de Normandia del 6 de juny de 1944, es van desplegar dues Brigades de Serveis Especials. La 1a Brigada de Serveis Especials va desembarcar darrere de la 3a Divisió d'Infanteria britànica a Sword Beach. El seu principal objectiu era lluitar fins a la 6a Divisió Aerotransportada que havia desembarcat durant la nit i que mantenia el flanc nord i els ponts sobre el riu Orne. Els comandos van netejar la ciutat d'Ouistreham i es van dirigir cap als ponts, a uns 16 km de distància. En arribar al pont Pegasus, els comandos van lluitar al flanc esquerre del cap de pont de l'Orne fins que van rebre l'ordre de retirar-se.  La brigada va romandre a Normandia durant deu setmanes, patint 1.000 baixes, inclòs el comandant de la brigada, el brigadier Lord Lovat. La 4a Brigada de Serveis Especials, formada íntegrament pels Royal Marines , també va participar en el desembarcament de Normandia. El Comando núm. 48 va desembarcar al flanc esquerre de Juno Beach i el Comando núm. 41 va desembarcar al flanc dret de Sword Beach i després va assaltar Lion-sur-Mer. El Comando núm. 48 va desembarcar davant del punt fort de  St. Aubin-sur-Mer i va perdre el quaranta per cent dels seus homes. L'última unitat de la 4a Brigada a terra va ser el Comando núm. 47, que va desembarcar a Gold Beach, prop de la ciutat d'Asnells. Cinc de les Llanxes d'Assalt que els portaven a terra van ser enfonsades per mines i obstacles a la platja, cosa que va provocar la pèrdua de 76 dels seus 420 homes. Aquestes pèrdues van retardar el seu avanç cap al seu objectiu principal, el port de Port-en-Bessin, que van capturar l'endemà.

### Països Baixos

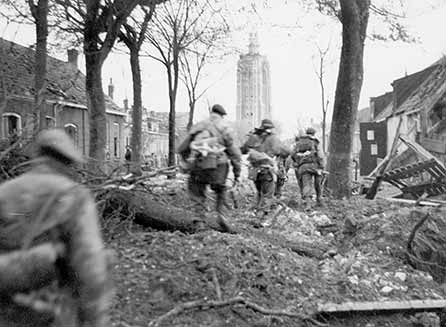
El Comando núm. 41 (Royal Marine) avanç a través de Westkapelle cap al far

La batalla de l'Escalda va començar l'1 de novembre de 1944, amb la 4a Brigada de Serveis Especials assignada a dur a terme un assalt marítim a l'illa de Walcheren. El pla era que l'illa fos atacada des de dues direccions, amb els comandos venint per mar i la 2a Divisió canadenca i la 52a Divisió (Lowland) atacant a través de la calçada. El Comando número 4 va desembarcar a Flushing i els números 41 i 48 a Westkapelle. El Comando número 47 es va mantenir en reserva i va desembarcar després dels números 41 i 48. Havien d'avançar més enllà del Comando número 48 i intentar enllaçar amb el Comando número 4 al sud. El primer dia, el número 41 va capturar una torre d'observació d'artilleria a Westkapelle i va netejar la resta de la ciutat. Després es van moure per la costa i es van ocupar de les instal·lacions de defensa costanera.
El Comando Número 48 va capturar ràpidament una estació de radar i després va avançar sobre una bateria de canons al sud de Westkapelle, que va ser capturada abans de la nit.
El 2 de novembre, el Comando Número 47 va avançar a través del Comando Número 48 per atacar una bateria de canons a Zoutelande. L'atac va fracassar, i la unitat va patir moltes baixes, inclosos tots els comandants de tropes de fusellers. L'endemà, el Número 47, amb el suport del Comando Número 48, va tornar a atacar la bateria de canons de Zoutelande. Aquesta vegada van aconseguir continuar l'avanç i enllaçar amb el Comando Número 4. La captura d'aquestes bateries va permetre a la marina començar a escombrar el canal cap a Anvers a la recerca de mines. El 5 de novembre, el Comando Número 41 va capturar la bateria de canons al nord-est de Domburg; això va deixar només una bateria sota control alemany. La brigada es va reagrupar i va concentrar el seu assalt a l'última posició. Just abans que comencés l'atac el 9 de novembre, els 4.000 homes de la bateria es van rendir. Això va ser seguit ràpidament per la rendició de la resta de la guarnició de l'illa.

### Alemanya

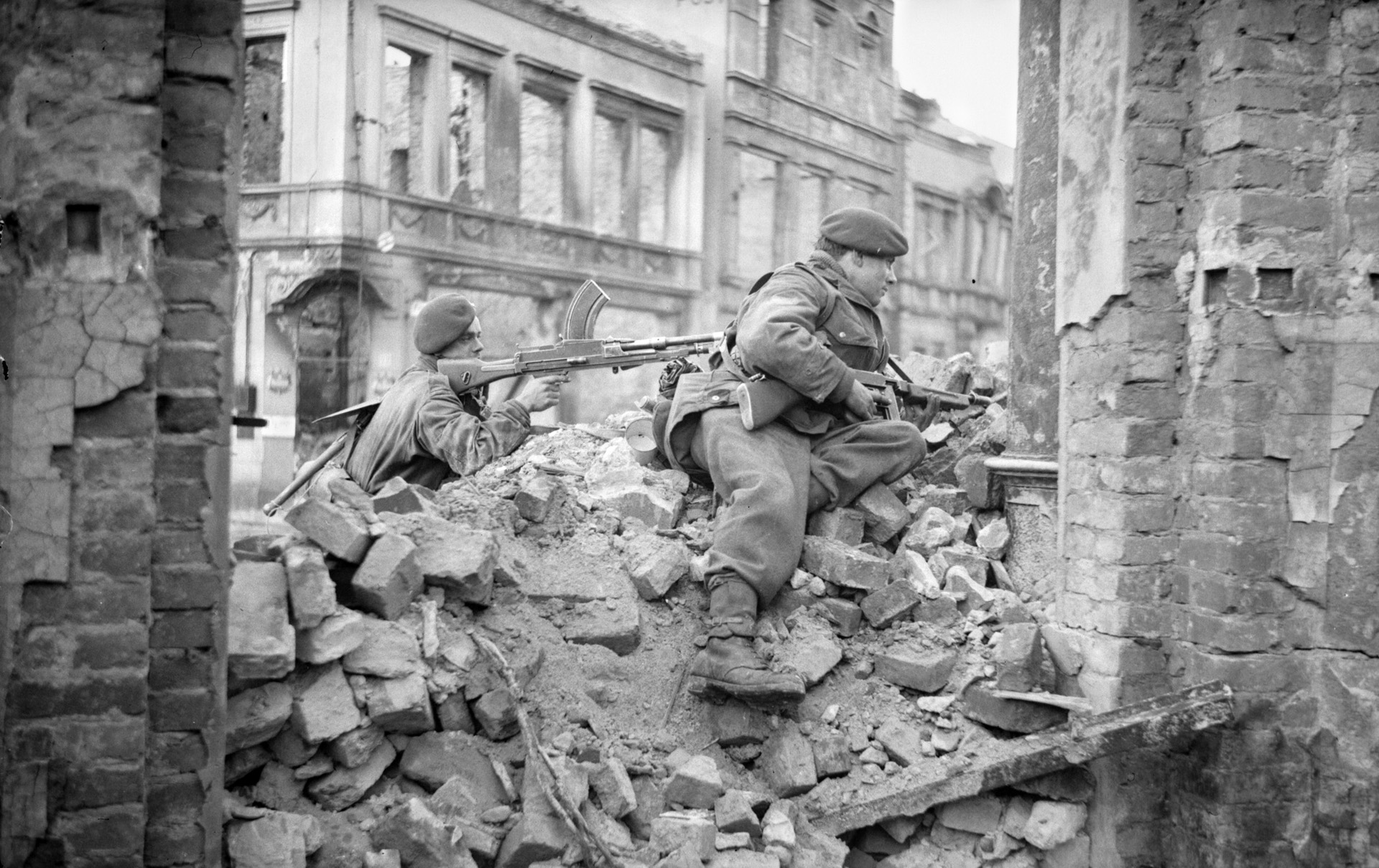
Homes de la 1a Brigada de Comando a Osnabrück, 4 d'abril de 1945

El gener de 1945, la 1a Brigada de Comando va participar en l'operació Blackcock, on el caporal Henry Harden del Reial Cos Mèdic de l'Exèrcit, adscrit al Comando núm. 45 (Royal Marine), va ser guardonat amb la Creu Victòria.
La 1a Brigada de Comando va participar a continuació en l'operació Plunder, la travessia del riu Rin el març de 1945. Després d'un intens bombardeig d'artilleria el vespre del 23 de març de 1945, la brigada va dur a terme l'assalt inicial a l'empara de la foscor amb la 15a Divisió (escocesa) i la 51a Divisió (Highland). Els alemanys havien traslladat la major part de les seves tropes de reserva al pont Ludendorff a Remagen, que acabava de ser capturat per la 9a Divisió Blindada dels Estats Units. Els comandos van creuar el Rin en un punt a 3,2 km a l'oest de Wesel . La seva travessia no va tenir oposició i la brigada es va dirigir als afores de Wesel. Allà van esperar fins que un atac de 200 bombarders de la Royal Air Force va acabar el seu atac, durant el qual es van llançar més de 1.000 tones de bombes. En entrar a la ciutat just després de la mitjanit, els comandos van trobar resistència dels defensors organitzats al voltant d'una divisió antiaèria. No va ser fins al 25 de març que va acabar tota resistència i la brigada va declarar la ciutat presa.

### Birmània

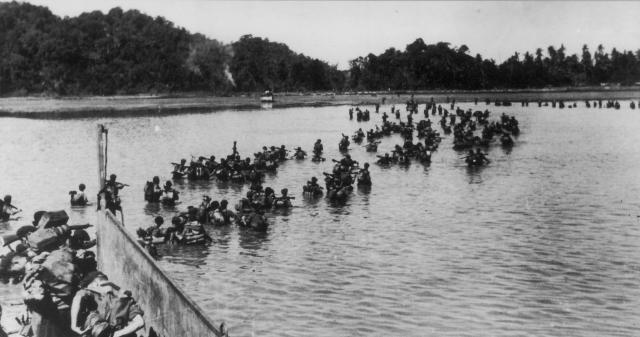
La 3a Brigada de Comando desembarcant des de llanxes de desembarcament durant la Campanya de Birmània.

Durant la Campanya de Birmània de 1944-1945, la 3a Brigada de Comando va participar en diversos desembarcaments costaners de l'ofensiva del Front Sud. Aquests desembarcaments van culminar amb la batalla del Turó 170 a Kangaw. Aquí el tinent George Knowland del Comando núm. 1 va ser guardonat amb la Creu Victòria pòstuma. La victòria dels Comandos a la batalla de 36 hores pel Turó 170 va tallar la fugida de la 54a Divisió Japonesa. Més desembarcaments amfibis de la 25a Divisió d'Infanteria Índia i l'avanç terrestre de la 82a Divisió (Àfrica Occidental) van fer insostenible la posició japonesa a l'Arakan. Es va ordenar una retirada general per evitar la destrucció completa del Vint-i-vuitè Exèrcit japonès. La brigada de Comando es va retirar a l'Índia en preparació per a l'operació Zipper, la invasió planificada de Malàisia. Els desembarcaments de Zipper no van ser necessaris a causa de la rendició japonesa, de manera que la brigada va ser enviada a Hong Kong per a tasques policials.

## Llegat

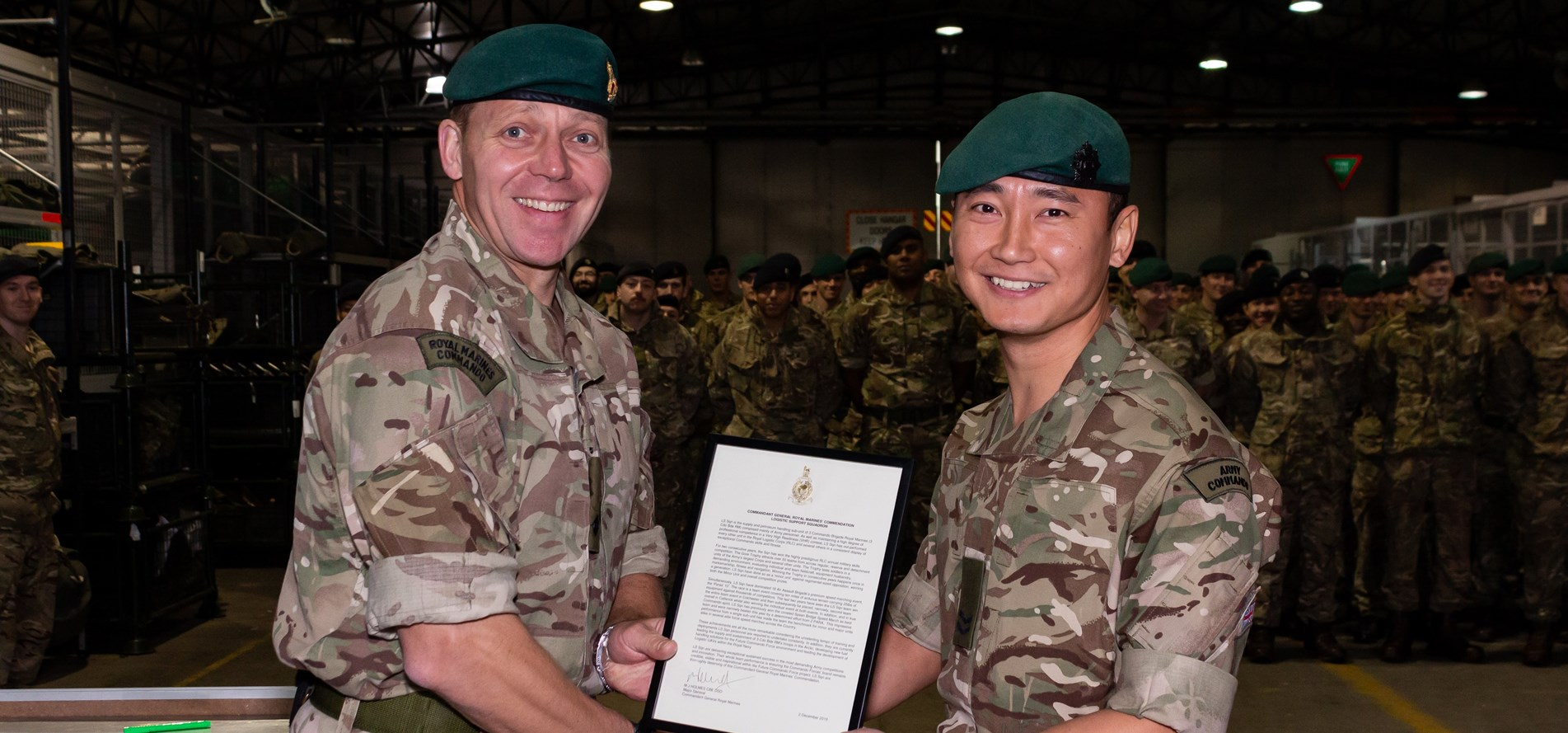
Un Comando dels Royal Marines i un Comando de l'Exèrcit (dreta) el 2019.

Al final de la Segona Guerra Mundial, tots els comandos de l'exèrcit britànic, la Royal Navy, la Royal Air Force i alguns comandos dels Royal Marines van ser dissolts. Això va deixar només tres comandos dels Royal Marines i una brigada (amb elements de suport de l'exèrcit). A partir del 2010, la força de comandos britànica és la 3a Brigada de Comandos, que consta de components dels Royal Marines i de l'exèrcit britànic, així com personal entrenat per comandos de la Royal Navy i la Royal Air Force. Altres unitats de les forces armades britàniques, que es poden rastrejar els seus orígens fins als comandos britànics de la Segona Guerra Mundial, són el Regiment de Paracaigudistes, el Regiment de Rangers, el Servei Aeri Especial i el Servei de Vaixells Especials.
De les nacions occidentals representades al Comando Núm. 10 (Interaliat), només Noruega no va desenvolupar una força de comando de postguerra. Les tropes franceses van ser les predecessores dels Commandos Marine. Les tropes holandeses van ser les predecessores del Korps Commandotroepen i les tropes belgues van ser les predecessores de la Cèl·lula de Reacció Immediata. El 1r Batalló dels Rangers de l'Exèrcit dels Estats Units també va rebre la influència dels comandos britànics. Els seus primers voluntaris provenien de tropes estacionades a Irlanda del Nord, que van ser enviats a entrenar-se al dipòsit de Comandos d'Achnacarry. Tanmateix, es van formar i entrenar batallons Rangers posteriors independentment de la influència britànica.
Els homes que van servir amb els Comandos van rebre 479 condecoracions durant la guerra. Això inclou vuit Creus Victòria atorgades a tots els rangs. Els oficials van rebre 37 ordes del Servei Distingit amb nou barres per a un segon premi i 162 Creus Militars amb 13 barres. Altres rangs van rebre 32 Medalles de Conducta Distingida i 218 Medalles Militars .
El 1952, la Reina Mare va inaugurar el Memorial dels Comandos. Actualment és un monument catalogat de categoria A a Escòcia, dedicat als homes de les Forces de Comando Britàniques originals reclutats durant la Segona Guerra Mundial. Situat a aproximadament una milla del poble de Spean Bridge, domina les zones d'entrenament del Dipòsit d'Entrenament de Comandos establert el 1942 al castell d'Achnacarry.

## Honors de batalla
A l'exèrcit britànic, els honors de batalla s'atorguen als regiments que han participat en un servei actiu en un combat o campanya important , generalment (encara que no sempre) amb un resultat victoriós. Els següents honors de batalla es van atorgar als comandos britànics durant la Segona Guerra Mundial.
- Adriàtic
- Alethangyaw
- Aller
- Anzio
- Bossa d'Argenta
- Birmània 1943–1945
- Creta
- Dieppe
- Travessa del Dives
- Djebel Choucha
- Flushing
- Grècia 1944–1945
- Itàlia 1943–1945
- Kangow
- Desembarcament a Porto San Venere
- Desembarcament a Sicília
- Leese
- Litani
- Madagascar
- Orient Mitjà 1941, 1942, 1944
- Monte Ornito
- Myebon
- Desembarcaments de Normandia
- Nord d'Àfrica 1941–1943
- Europa nord-occidental 1942, 1944, 1945
- Noruega 1941
- Cursa cap a Messina
- Rin
- St. Nazaire
- Salerno
- Sedjenane 1
- Sicília 1943
- Steamroller Farm
- Síria 1941
- Termoli
- Vaagso
- Valli di Comacchio
- Westkapelle